# Koegelwieck (natuurgebied)
Koegelwieck is een duingebied en door Staatsbosbeheer beschermd natuurgebied op het waddeneiland Terschelling ten noorden van de dorpen Formerum, Lies en Hoorn. Het duingebied is ruim 400 hectare groot en strekt zich uit van het Noordzeestrand tot aan de binnenduinrand.
Een groot deel van het gebied bestaat uit droge duinen met een buntgras-vegetatie of een vegetatie van fijn schapengras (Festuca filiformis). Het noordelijke deel van het gebied bestaat uit een grote lage vallei met vegetaties van cranberry (Oxycoccus macrocarpos), knopbies (Schoenus nigricans) en diverse soorten wilde orchideeën.
Een vallei in het zuidoosten staat bekend onder de naam Hoornermiede en werd gebruikt door bewoners voor het weiden van vee. In de vallei is een uitgebreide vegetatie van klokjesgentiaan (Gentiana pneumonanthe) aanwezig. 
Een vallei in het zuidwesten staat bekend onder de Liesingerplak (naar het dorp Lies),  is 's winters in gebruik als ijsbaan en heeft een uitgebreide groeiplaats van ondergedoken moerasscherm (Apium inundatum). Ook komen hier vlottende bies (Eleogiton fluitans) en veelstengelige waterbies (Eleocharis multicaulis) voor.
De herkomst van de naam Koegelwieck is niet bekend. Er is wel gesuggereerd dat de naam afkomstig is uit de tijd van de Franse bezetting rond het jaar 1800.

## Trivia
- Een hotel in Hoorn (Terschelling) draagt de naam van dit natuurgebied.
- De in Noorwegen gebouwde catamaran Koegelwieck is naar dit gebied vernoemd.